# Умершие в июне 2013 года
Это список известных людей, соответствующих установленным критериям значимости (см. Википедия:Критерии значимости персоналий), умерших в июне 2013 года.
Причина смерти указывается лишь в исключительных случаях (убийство, самоубийство, гибель в результате военных действий, смертная казнь, ДТП или несчастные случаи). В остальных случаях — не указывается.

## 30 июня
- Глебов, Георгий Ильич (100) — почётный гражданин Воронежской области, Герой Советского Союза (1943)[1].
- Маме, Андреа (41) — итальянский автогонщик; несчастный случай во время гонки[2].
- Олиха, Томпсон (44) — нигерийский футболист, участник чемпионата мира 1994; малярия[3].
- Плиев, Саварбек Лорсанович (94) — защитник Брестской крепости, полковник в отставке[4].
- Симан, Кит (93) — австралийский политик, губернатор Южной Австралии (1977—1982)[5].
- Фер, Рихард (73) — седьмой первоапостол[англ.] новоапостольской церкви (1988—2005)[6].

## 29 июня
- Агаханов, Халназар Аманназарович (61) — туркменский политик и дипломат, министр торговли Туркмении (1991—1999), Чрезвычайный и Полномочный посол Туркменистана в России (2000—2012) и в Германии (2012—2013)[7].
- Ашрафи, Мукаддима Мухтаровна (76 или 77) — таджикский искусствовед, заслуженный деятель науки и техники Таджикистана, дочь Мухтара Ашрафи[8].
- Гийяр-Гийо, Сара (31) — французская акробатка из «Цирка дю Солей», несчастный случай[9].
- Гофман, Александр (28) — российский хоккеист, нападающий клуба «Зауралье» (Курган); ДТП[10].
- Келли, Джим (67) — американский атлет, актёр и мастер восточных единоборств; рак[11].
- Лимасов, Михаил Иванович (103) — старейший токарь России, занесённый в Книгу рекордов Гиннесса за самый продолжительный стаж работы на одном месте (80 лет на Ульяновском патронном заводе)[12].
- Санбаев, Сатимжан (73) — казахский писатель и переводчик[13].
- Смит, Пол (91) — американский джазовый пианист и композитор[14].
- Хак, Маргерита (91) — итальянский астрофизик и популяризатор науки[15].

## 28 июня
- Агабабов, Аркадий Артемьевич (73) — советский и российский композитор, брат композитора Сергея Агабабова[16].
- Артёмов, Иван Владимирович (80) — член-корреспондент Россельхозакадемии, доктор сельскохозяйственных наук, профессор, заслуженный деятель науки РФ, лауреат премии Совета Министров СССР[17].
- Броснан, Шарлотт (41) — американская актриса, приёмная дочь Пирса Броснана; рак яичников[18].
- Врайт, Сильви (62) — эстонская певица и педагог[19].
- Планшар, Жак (84) — бельгийский политик, губернатор провинции Люксембург (1974—1994)[20].
- Херзог, Марвин[нем.] (85) — американский лингвист-германист, диалектолог, специалист в области идиша[21].

## 27 июня

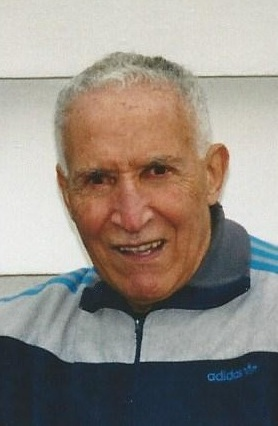
Ален Мимун

- Аслан, Сиявуш (77) — актёр Азербайджанского академического драматического театра и кино. Народный артист Азербайджана[22].
- Боргоново, Стефано (49) — итальянский футболист («Милан», «Фиорентина»)[23].
- Велен, Олдржих (91) — чешский актёр[24][25].
- Игнатов, Юрий Дмитриевич (72) — российский фармаколог, заведующий кафедрой фармакологии СПбГМУ им. И. П. Павлова, директор института фармакологии, академик РАМН, заслуженный деятель науки РСФСР[26].
- Климов, Максим Аркадьевич (48) — российский бизнесмен, основатель и совладелец парфюмерно-косметической сети «Л’Этуаль»; почечная недостаточность[27].
- Колодный, Александр Германович (75) — российский журналист, главный редактор еженедельника «Век», «Родной газеты», президент Медиа-Холдинга «Свобода слова», заслуженный работник культуры РФ[28].
- Мимун, Ален (92) — французский марафонец, Олимпийский чемпион (1956)[29].
- Миссони, Витторио (58) — финансовый директор и наследник компании модного дома Missoni; авиакатастрофа (тело найдено в этот день)[30].
- Пономарёв-Капучиди, Николай Васильевич (77) — ректор Института социально-гуманитарных знаний (Казань) (1991—2013)[31].
- Тосенко, Пётр Васильевич (71) — российский гобоист и музыкальный педагог[32].

## 26 июня
- Буссар, Эрве (47) — французский велогонщик, бронзовый призёр Олимпийских игр (1992) в командной гонке на 100 км; эпилепсия[33].
- Бутузов, Александр Владимирович (55) — советский и российский поэт, автор песен[34].
- Изотов, Георгий Васильевич (55) — звукорежиссёр петербургского Большого драматического театра, заслуженный работник культуры России[35][36].
- Матковски, Думитру Леонтьевич (73) — молдавский поэт, драматург и публицист; осложнения после операции на мозге[37].
- Морчуков, Игорь Владимирович (62) — советский спортсмен, чемпион СССР и мира (1968) по плаванию, участник Олимпийских игр (1968)[38].
- Пашеку, Нилтон (92) — бразильский баскетболист, бронзовый призёр Олимпийских игр (1948)[39].
- Рич, Марк (78) — американский предприниматель, основатель компании Glencore International и спотового рынка нефти[40].
- Хассо, Антонио (78) — мексиканский футболист, участник чемпионата мира (1962)[41].
- Штерн, Берт (83) — американский фотограф[42].

## 25 июня
- Гибсон, Кэтрин (82) — британская пловчиха, бронзовый призёр Олимпийских игр в Лондоне (1948)[33].
- Гилка, Роберт (96) — американский фотожурналист, главный фотограф Национального географического общества[43].
- Лю Чя-Лян (76) — гонконгский актёр и режиссёр[44][45].
- Паркер, Гарри (77) — американский гребец и тренер, чемпион Панамериканских игр (1959)[46].
- Реффи, Пьетро (86) — капитан-регент Сан-Марино (1958—1959, 1965—1966)[47]
- Тицэ, Василе (85) — румынский боксёр, серебряный призёр Олимпийских игр (1952)[48].

## 24 июня
- Вознесенский, Стас (44) — музыкант, барабанщик группы «Фактор страха»[49].
- Джонсон, Пафф (40) — американская певица и автор песен; рак[50].
- Дулуман, Евграф Каленьевич (85) — доктор философских наук, профессор, отлучённый от церкви кандидат богословия[51].
- Елаев, Николай Константинович (88) — кандидат педагогических наук, профессор, участник Великой Отечественной войны.
- Изибор, Лаки (36) — нигерийский футболист, известный по выступлением за московское «Динамо» Лаки Изибор умер из-за ВИЧ.
- Коломбо, Эмилио (93) — итальянский политик, премьер-министр (1970—1972), председатель Европейского парламента (1977—1979), министр иностранных дел (1980—1983, 1992—1993), последний член Учредительного собрания Италии[52].
- Констанца, Доминик (65) — французская актриса («Обезумевший баран»)[53][54].
- Майерс, Алан (58) — американский музыкант, барабанщик группы «Devo», рак[55].
- Мартин, Джеймс (79) — британский предприниматель, учёный в области информационных технологий и частный благотворитель[56].
- Нестерчук, Вадим Владимирович (42) — украинский автогонщик, основатель и пилот раллийной команды Sixt Ukraine; обезвоживание в пустыне[57].
- Петров, Михаил Трофимович (88) — российский писатель-прозаик.
- Поливаный, Игорь Афанасьевич (45) — основатель и руководитель Архангельской областной службы спасения (1998—2013)[58].
- Рицци, Гиги (68) — итальянский актёр[59].
- Скотт, Энди (58) — канадский политик, министр по делам индейцев и развитию Севера (2004—2006)[60].
- Тицэ, Василе (85) — румынский боксер, серебряный призёр летних Олимпийских игр в Хельсинки (1952)[48].
- Хэтэуэй, Уильям Додд (89) — американский политик, член Палаты представителей (1965—1973), сенатор от штата Мэн (1973—1979)[61].

## 23 июня

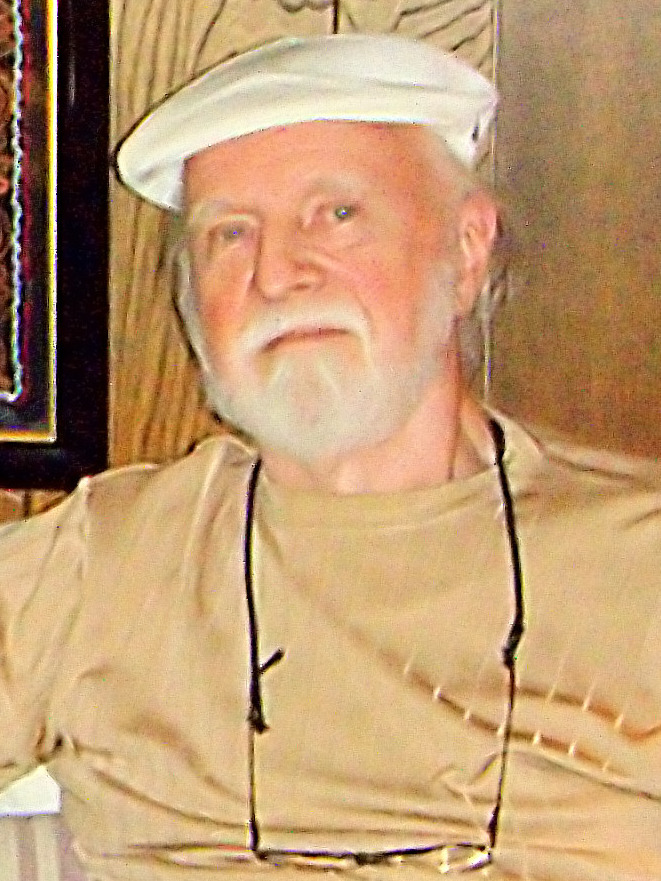
Ричард Мэтисон

- Блэнд, Бобби (83) — американский певец[62].
- Голдберг, Гари (68) — американский сценарист и продюсер («Семейные узы», «Спин-Сити»)[63].
- Ильин, Арлен Михайлович (81) — математик, академик РАН, профессор Челябинского университета[64].
- Келсо, Фрэнк (79) — американский военный деятель, руководитель военно-морскими операциями (1990—1994), министр военно-морских сил США (1993)[65].
- Лавут, Александр Павлович (83) — советский диссидент[66].
- Магнитская, Ксения Борисовна (79) — российский психолог и старейший яхтсмен России, травма позвоночника[67].
- Мусатов, Николай Михайлович (86) — генеральный директор Челябинского завода «Электромашина» (1973—1991)[68].
- Мэтисон, Ричард (87) — американский писатель-фантаст и киносценарист[69].
- Свергун, Игорь Николаевич (47) — украинский альпинист, убит террористами[70].
- Стаудер, Шэрон (64) — американская пловчиха, трехкратная олимпийская чемпионка летних Олимпийских игр в Токио (1964)[71].
- Уржумцев, Павел Васильевич (87) — российский богослов.
- Фрейзер, Питер (68) — британский юрист и политик, Лорд-адвокат (глава судебной системы Шотландии) (1989—1992)[72].

## 22 июня
- Грунауэр, Александр Адольфович (91) — советский ученый, специалист в области проблем регулирования двигателей внутреннего сгорания [73].
- Ларсен, Хеннинг (87) — датский архитектор, построивший Оперный театр Копенгагена[74].
- Сильвестер, Вольф (55) — немецкий автогонщик, двукратный чемпион Германии (2006, 2010); сердечный приступ во время этапа чемпионата Германии по автогонкам на выносливость[75].
- Симонсен, Аллан (34) — датский автогонщик; несчастный случай во время гонки 24 часа Ле-Мана[76].
- Томео, Хавьер (80) — испанский писатель[77].
- Фокарди, Серджо (80) — итальянский физик, один из создателей катализатора энергии Росси (80)[78].
- Шестопалов, Валентин Никитич (65) — украинский актёр, народный артист Украины (1998)[79].

## 21 июня
- Гёбль, Маргрет (74) — немецкая фигуристка выступавшая в парном разряде c Францем Нингелем, бронзовый призёр чемпионата мира (1962), трёхкратный призёр чемпионатов Европы[80].
- Гордон, Джеймс[англ.] (85) — американский физик, один из открывателей эффекта Гордона-Хауса[81].
- Гришин, Анатолий Васильевич (81) — генеральный директор Владимирского тракторного завода (1978—1994)[82].
- Клер, Дайан (74) — английская актриса («Призрак дома на холме»)[83][84].
- Мешулам, Узи (60) — израильский раввин, борец за права йеменских евреев[85].
- Мишкович, Милорад (86) — югославский солист балета и хореограф[86].
- Памич, Ален (23) — хорватский футболист («Истра 1961»), сын Игора Памича; болезнь сердца[87].
- Рид, Эллиот (93) — американский актёр[88].
- Свободная, Ирина Николаевна (60) — российский историк театра[89].
- Якобуччи, Эд (59) — американский бизнесмен, сооснователь компании Citrix[90].

## 20 июня
- Дигнан, Питер (58) — новозеландский гребец.
- Рюделль, Ингвар (91) — шведский футболист, бронзовый призёр чемпионата мира (1950) и Олимпийских игр (1952)[91].
- Шеррер, Жан-Луи (78) — французский модельер[92].
- Якимов, Анатолий Михайлович (63) — российский политический деятель, председатель исполкома и глава администрации Эвенкийского автономного округа (1990—1997)[93].
- Ячейкин, Юрий Дмитриевич (79) — украинский писатель-юморист (о смерти объявлено в этот день)[94].

## 19 июня

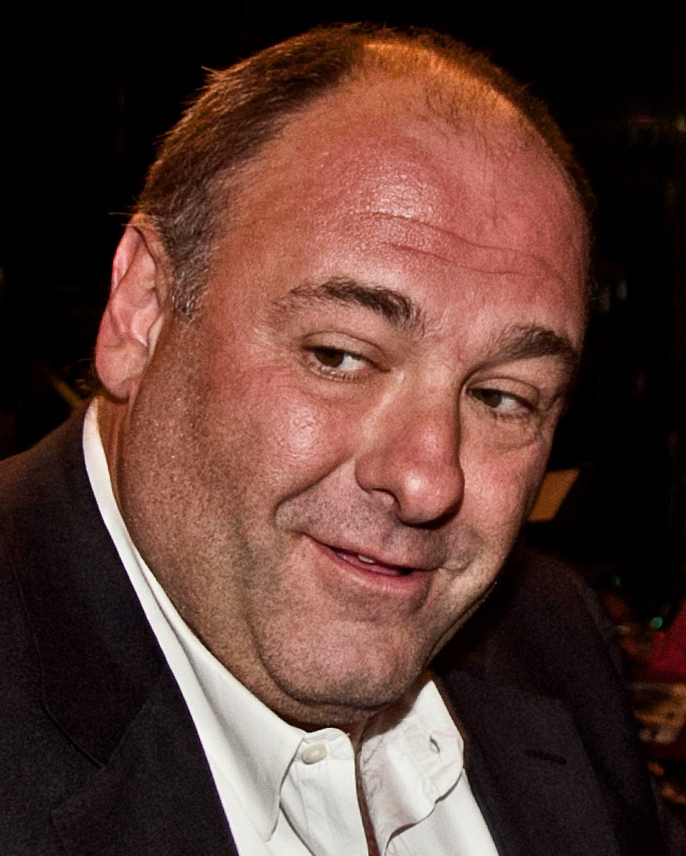
Джеймс Гандольфини

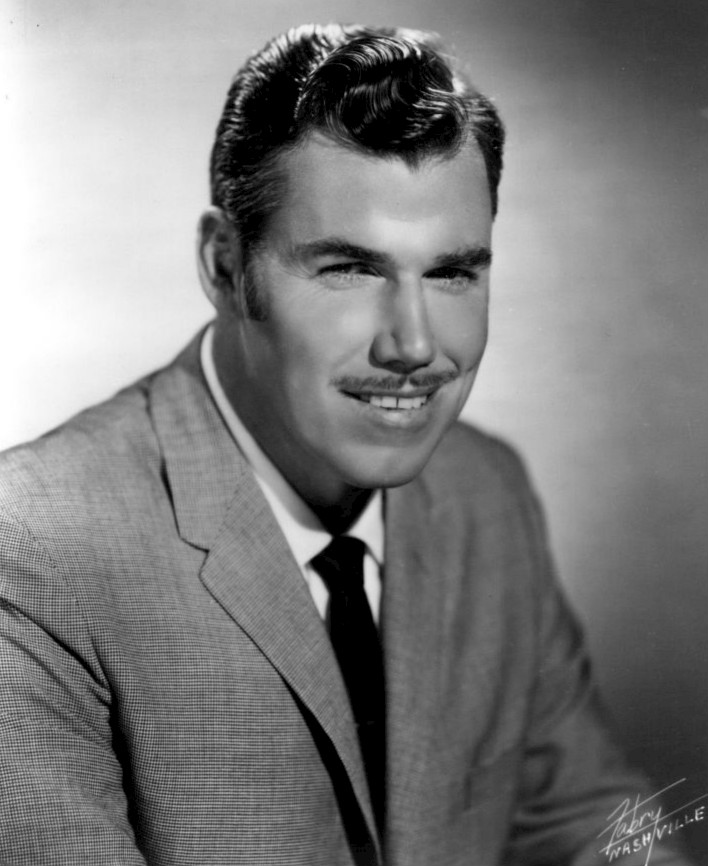
Слим Уитман

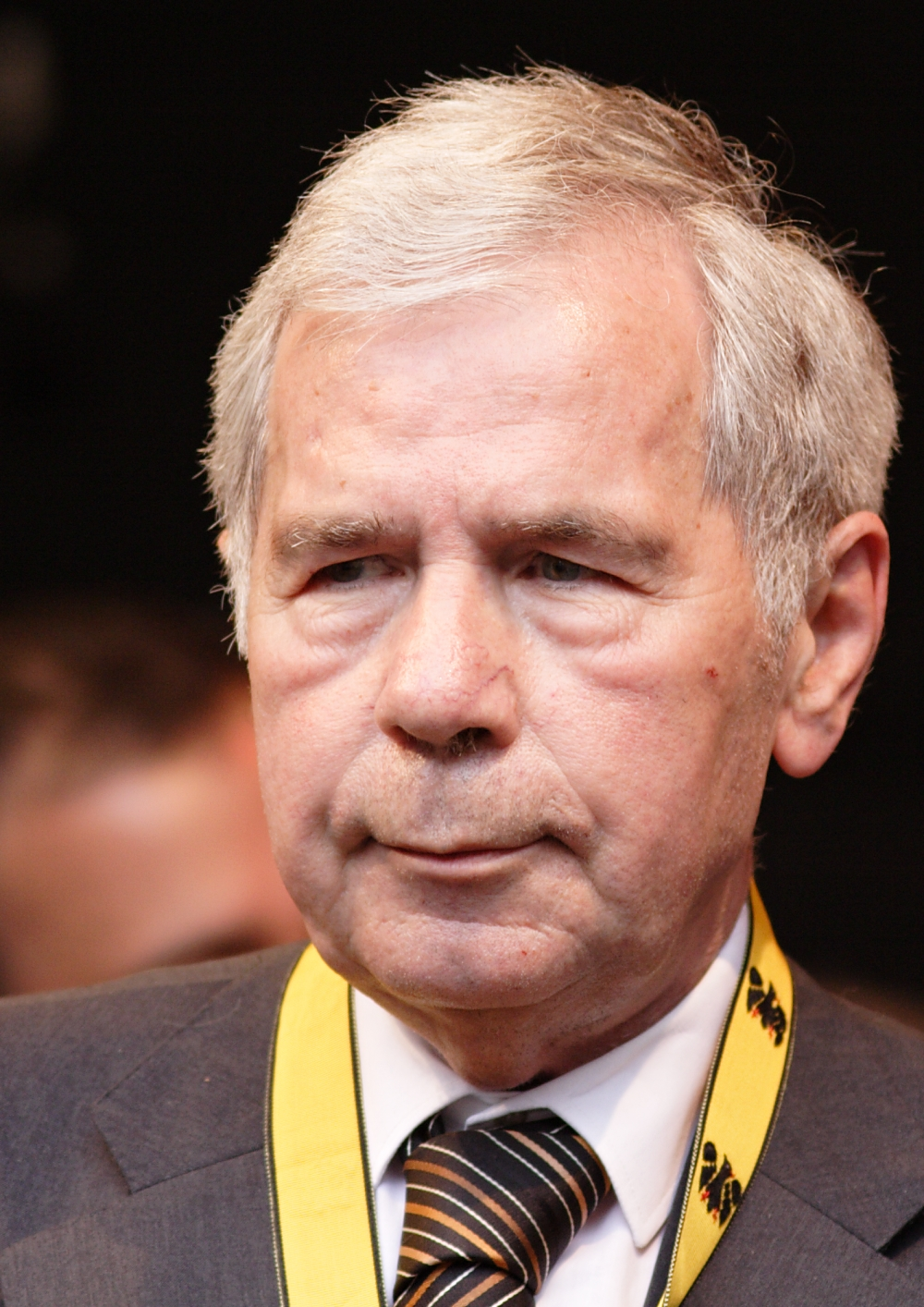
Дьюла Хорн

- Бейджент, Майкл (65) — новозеландский писатель, соавтор книги «Святая Кровь и Святой Грааль»[95].
- Воробьёва, Людмила Васильевна (59) — директор Федеральной службы по оборонному заказу (2011—2012)[96].
- Гандольфини, Джеймс (51) — американский актёр («Клан Сопрано»); сердечный приступ[97].
- Годвин, Парк (84) — американский писатель, лауреат Всемирной премии фэнтези (1962)[98].
- Григоренко, Виктор Григорьевич (71) — ректор и президент Дальневосточного государственного университета путей сообщения (1988—2007), вице-президент Союза ректоров России[99].
- Морайта, Мигель (105) — испанский режиссёр и сценарист[100][101].
- Рафиссон, Олафур (50) — президент европейской зоны Международной федерации баскетбола[102].
- Словин, Леонид Семёнович (82) — советский, российский и израильский писатель[103].
- Томпсон, Ким (56) — американский издатель[104].
- Тополь, Филип (48) — чешский музыкант[105].
- Уитман, Слим (89) — американский исполнитель кантри- и фолк-музыки[106].
- Флинн, Винс (47) — американский писатель, автор политических триллеров[107].
- Хорн, Дьюла (80) — венгерский политический деятель, министр иностранных дел (1989—1990), известный открытием «железного занавеса», премьер-министр Венгрии (1994—1998)[108].
- Чининга, Эдвард (58) — зимбабвийский политик, министр горнодобывающей промышленности (2000—2004)[109].
- Шиллинг, Альфонс (79) — швейцарский художник, один из первых художников направления Спинарт[110].

## 18 июня
- Гринберг, Моисей (Моше) (86) — хасидский раввин, религиозный просветитель, глава центра ХАБАД в Бней-Браке (Израиль)[111].
- Демиденко, Елена Леонидовна (28) — украинская летняя биатлонистка, мастер спорта, двукратный призёр чемпионата мира по летнему биатлону; убита[112].
- Кацап, Сергей Михайлович (63) — заместитель мэра Юрги (Кемеровская область) по социальным вопросам, игрок хоккейной команды «Ветераны», заслуженный врач Российской Федерации[113].
- Саньянг, Кукои Самба (61) — гамбийский политик, организатор попытки переворота, председатель Национального Революционного Совета[114].
- Семёнов, Виктор Иванович (64) — начальник УВД по Смоленской области (2000—2007), генерал-майор милиции в отставке[115].
- Скоков, Виктор Васильевич (81) — командующий войсками Северо-Кавказского (1984—1986), Прикарпатского (1986—1992) военных округов, генерал-полковник в отставке[116].
- Уолл, Дэвид (67) — английский солист Королевского балета, партнёр Марго Фонтейн[117].
- Хастингс, Майкл (33) — американский журналист; ДТП[118].
- Шарипов, Рустам Фазылянович (36) — башкирский кураист, актёр Башгосфилармонии [119].

## 17 июня
- Годдард, Джим (77) — английский режиссёр («Шанхайский сюрприз»)[120].
- Голубев, Геннадий Николаевич (71) — советский конструктор радиолокационных систем зенитно-ракетных комплексов С-300 и С-400, лауреат Государственной премии[121].
- Джелаль, Периде (97) — турецкая писательница[122].
- Колосов, Валентин Андреевич (84) — заместитель министра гражданской авиации СССР, заслуженный пилот СССР[123].
- Ланг, Вернер (91) — немецкий автомобильный конструктор, создатель автомобиля «Трабант»[124].
- Нагасаки, Мицуэ (113) — японская долгожительница, второй по возрасту человек в Японии[125].
- Стронг, Джефф (75) — английский футболист, чемпион Англии 1966 года в составе «Ливерпуля»[126].
- Холшоузер, Джеймс (78) — американский политик, губернатор штата Северная Каролина (1973—1977)[127].

## 16 июня

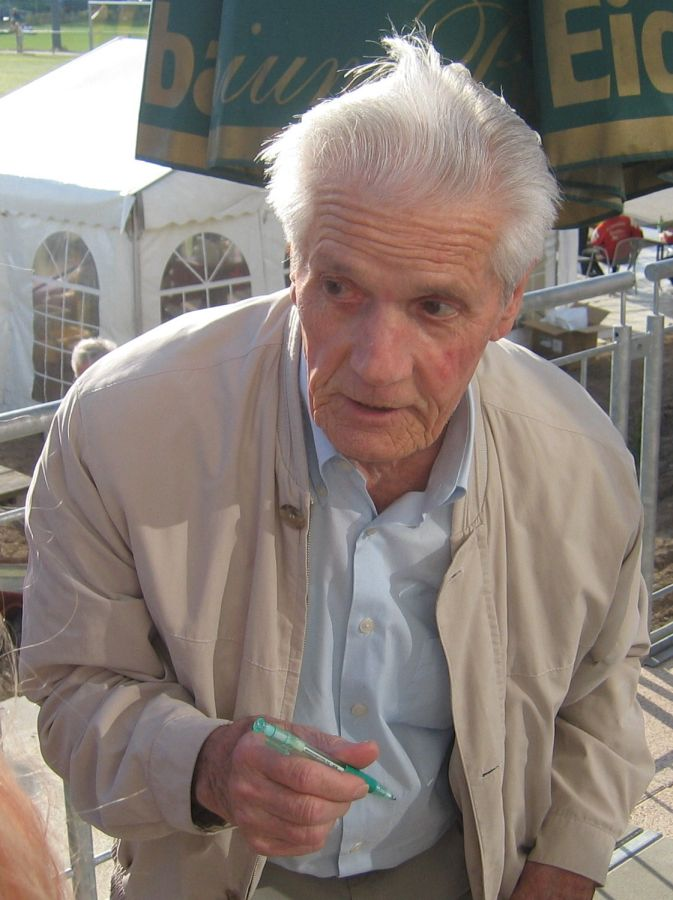
Оттмар Вальтер

- Абес, Кади — тренер юниорской сборной Ирака по борьбе; сердечный приступ[128].
- Вальтер, Оттмар (89) — западногерманский футболист, чемпион мира (1954)[129].
- Гафуров, Марсель Абдрахманович (80) — башкирский писатель[130].
- Колмачихин, Валерий Николаевич (54) — российский специалист в области технологий цветной металлургии, вице-президент по инновациям, науке и новой технике Русской медной компании[131].
- Куже, Йосип (60) — югославский и хорватский футболист и тренер[132].
- Мэсси, Джеймс (79) — американский учёный, специалист в области теории информации и криптографии, соавтор алгоритма Берлекэмпа — Мэсси и криптосистемы Мэсси-Омуры[133].
- Надо, Морис (102) — французский литературный критик, историк словесности, издатель[134].
- Нэльская, Лия Владимировна (80) — советская и казахстанская актриса театра и кино[135].
- Сурков, Николай Алексеевич (74) — российский политик, председатель Белгородского облисполкома (1983—1987)[136].
- Хасс, Ханс (94) — австрийский пионер дайвинга[137].
- Пас, Иполито Хесус (96) — министр иностранных дел Аргентины (1949—1951)[138].
- Чайковский, Виктор (46) — белорусский лидер брестских предпринимателей[139].
- Чигишев, Владимир Борисович (59) — главный режиссёр Казанского театра юного зрителя, ранее главный режиссёр Ростовского театра юного зрителя, заслуженный деятель искусств России[140].

## 15 июня

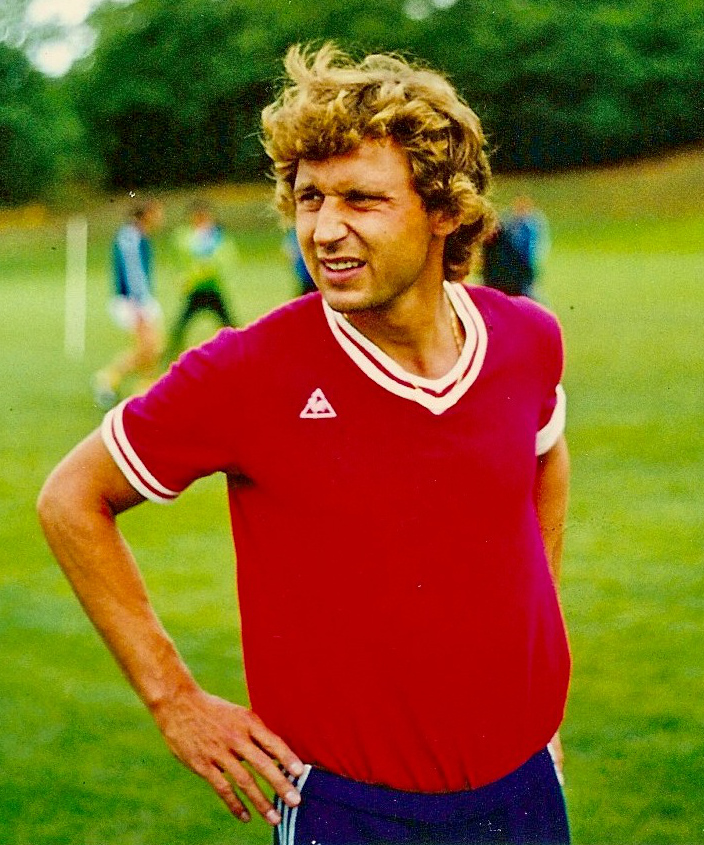
Хайнц Флоэ

- Алексеев, Юрий Иванович (72) — советский и российский актёр театра и кино, заслуженный артист РСФСР[141].
- Белинки, Татьяна (94) — бразильская писательница, российского происхождения[142].
- Вильсон, Кеннет (77) — американский физик, лауреат Нобелевской премии по физике (1982); лимфома[143].
- Востоков, Геннадий Константинович (82) — советский футбольный тренер («Рубин»)[144].
- Гильберт, Эдгар (89) — американский математик, соавтор неравенства Гильберта — Варшамова[145].
- Гонсалес, Хосе Фройлан (90) — аргентинский автогонщик[146].
- Джексон, Томас (76) — американский окружной судья, округ Колумбия[147].
- Джиоев, Лука (29) — иерей Русской православной церкви[148].
- Иващенко, Елена Викторовна (28) — российская спортсменка, четырёхкратная чемпионка Европы по дзюдо; самоубийство[149].
- Косенков, Валерий Николаевич (74) — советский и российский актёр театра и кино[150].
- Кравцов, Евгений Николаевич (71) — российский композитор[151].
- Маниваннан (58) — индийский актёр и режиссёр («Разум и чувства»)[152][153].
- О’Рурк, Деннис (67) — австралийский создатель документальных фильмов, призёр Берлинского кинофестиваля (1986)[154][155].
- Сорос, Пол (87) — американский предприниматель и филантроп, старший брат Джорджа Сороса, сын писателя Тивадара Сороса[156].
- Флоэ, Хайнц (65) — западногерманский футболист, чемпион мира (1974)[157].
- Хибберт, Джозеф (65) — ямайский политик, министр транспорта[158].

## 14 июня
- Вознесенский, Андрей Иванович (91) — директор ЦНИИ им. академика А. Н. Крылова (1963—1975), доктор технических наук, профессор, Герой Социалистического Труда (1966)[159].
- Гафнер, Владимир Викторович (66) — советский и российский хозяйственный деятель, директор Антипинского НПЗ (1986—1999)[160].
- Замурий, Анатолий (42) — гитарист воронежской рок-группы «Рок-Полиция»[161].
- Исраелян, Вреж Сагателович (64) — армянский писатель; самоубийство[162].
- Мако, Джин (97) — американский теннисист, пятикратный победитель турниров Большого шлема, двукратный обладатель Кубка Дэвиса в составе сборной США[163].
- Тихонова, Татьяна Леонидовна (58) — литературный деятель, координатор сайта «Журнальный зал» (совместно с Сергеем Костырко) с момента его основания; ДТП[164].
- Трутнев, Александр Васильевич (61) — кемеровский журналист, главный редактор газет «Кузбасс», «Кемерово» и «Кузнецкий край», педагог, председатель правления Союза журналистов Кузбасса[165].
- Шатохин, Леонид Иванович (62) — советский и российский театральный актёр и режиссёр, художественный руководитель Донского Казачьего драматического театра им. В. Ф. Комиссаржевской, заслуженный деятель искусств России[166].

## 13 июня

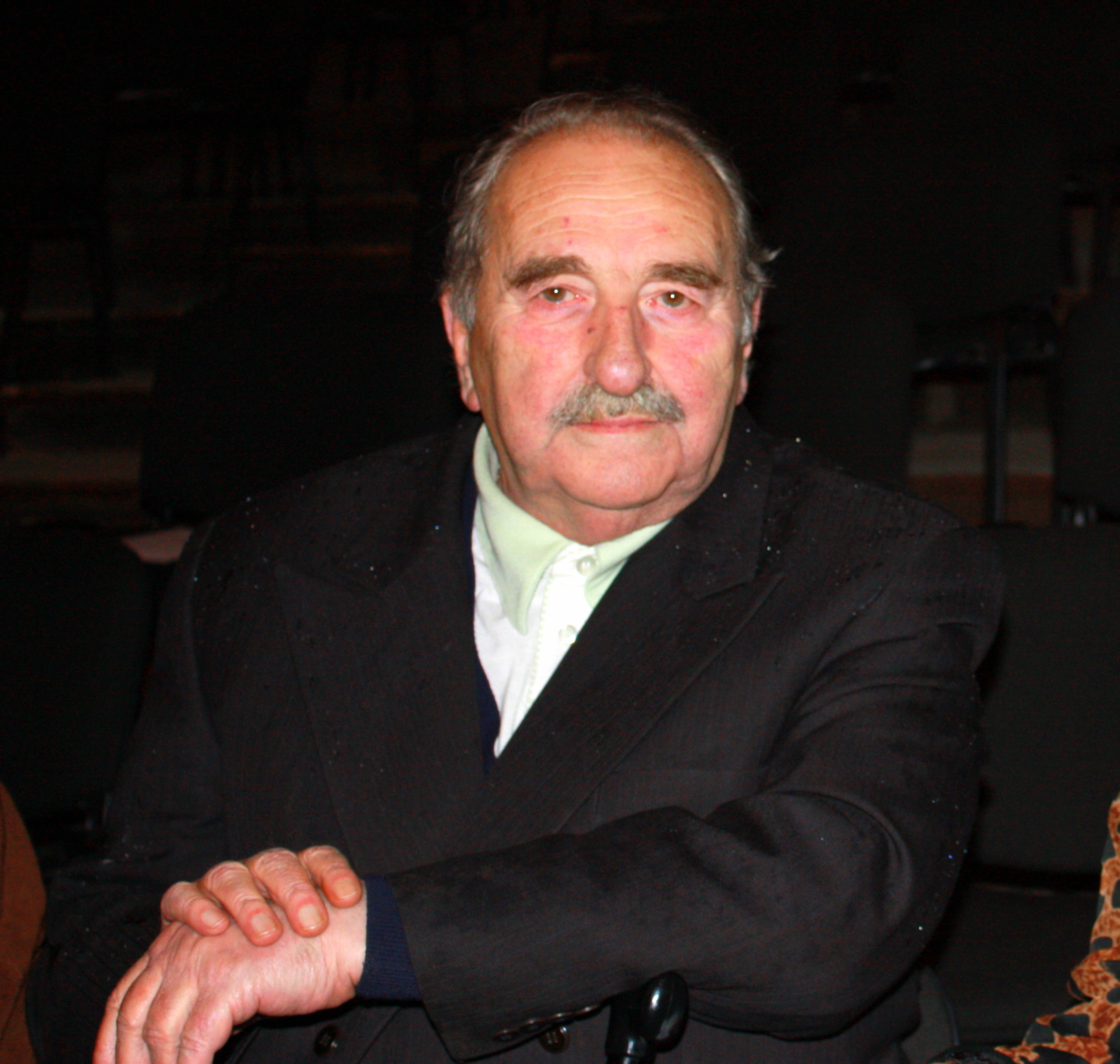
Григорий Лордкипанидзе

- Джи, Дэвид Аллан — китайско-австралийский эксперт по монетам, дилер, коллекционер и фальсификатор.
- Доминго, Рене (84) — французский футболист, капитан «Сент-Этьена», чемпион Франции (1957, 1964)[167].
- Кондрасюк, Василий Васильевич (59) — белорусский композитор[168].
- Лордкипанидзе, Григорий Давидович (85) — советский и грузинский режиссёр театра и кино, народный артист СССР[169].
- Малевич, Олег Михайлович (84) — российский славист, переводчик, литературовед и поэт, почётный доктор Карлова университета в Праге[170].
- Рошко, Леонид Максимович (72) — российский театральный художник, главный художник Челябинского театра оперы и балета[171].
- Уцуми, Кэндзи (75) — японский сэйю[172].
- Мохаммед аль-Хилайви (41) — саудовский футболист («Аль-Иттихад», «Аль-Ахли»), участник двух чемпионатов мира (1994, 1998)[173].

## 12 июня
- Арканова, Валентина Фёдоровна (79) — оперная певица, народная артистка Украины, профессор[174].
- Барахуэн, Тересита (105) — испанская монахиня, поставившая рекорд пребывания в монастыре (86 лет)[175].
- Бейбитс, Ласло (55) — канадский метатель копья, чемпион Панамериканских игр (1983), участник Олимпийских игр (1984)[176].
- Болдин, Леонид Иванович (82) — оперный певец (бас), народный артист СССР[177].
- Винклер, Скотт (23) — норвежский хоккеист, игрок сборной Норвегии[178].
- Гизгизов, Дмитрий Александрович (41) — российский актёр и каскадёр[179].
- Каша, Майкл (92) — американский химик, автор правила Каша в молекулярной фотохимии[180][181].
- Кимура, Дзироэмон (116) — старейший человек на Земле (с декабря 2012 года), старейший верифицированный мужчина в истории[182].
- Кирилл (Поповский) (78) — митрополит Полошско-Кумановский Македонской православной церкви (1986—2013)[183].
- Леффлер, Джейсон (37) — американский автогонщик, несчастный случай во время гонки[184].
- Мыльников, Борис Александрович (60) — руководитель Антитеррористического центра государств-участников СНГ (2000—2006), генерал-полковник[185].
- Ханг Шуен Со (61) — гонконгская актриса[186][187].

## 11 июня

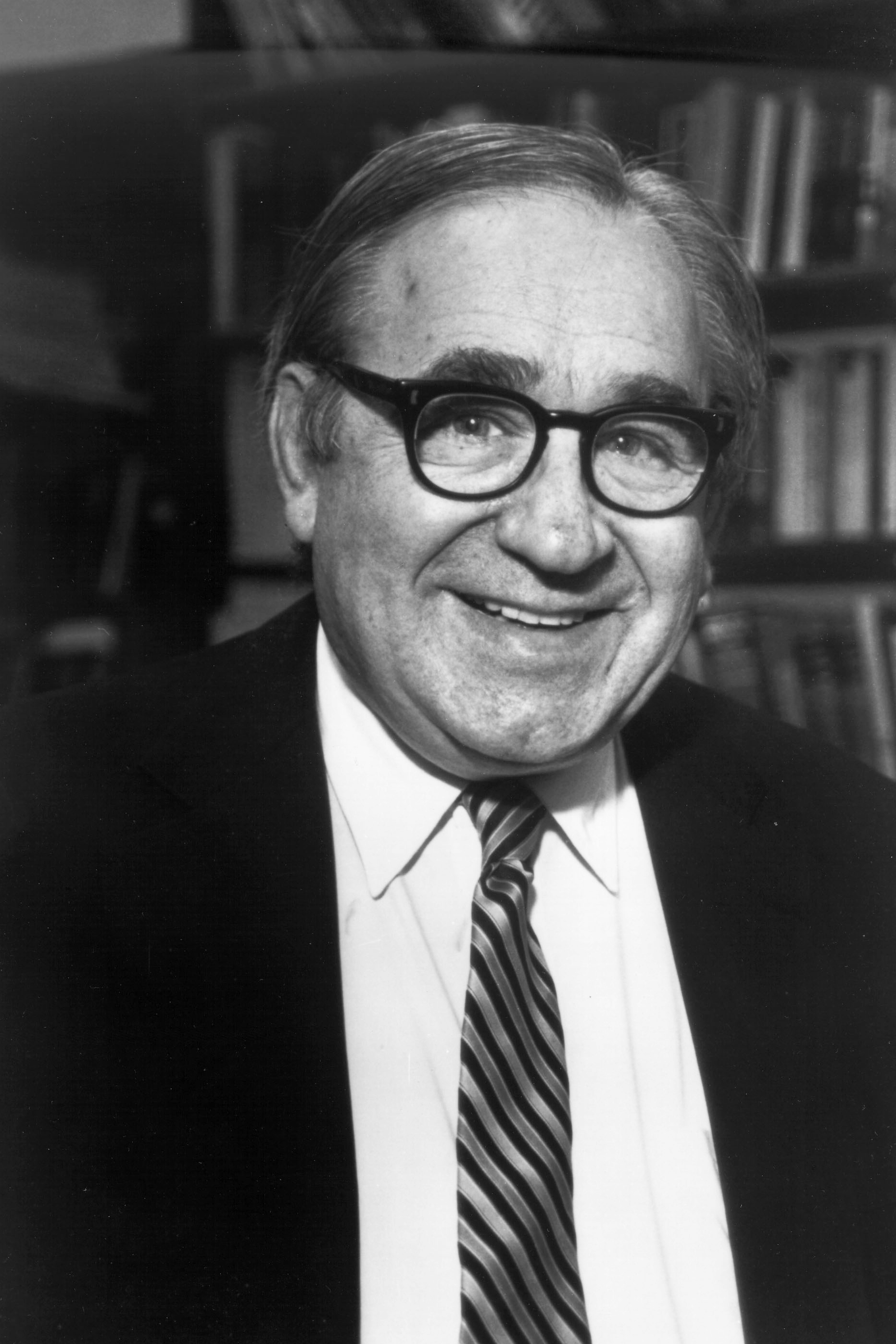
Роберт Фогель

- Ващенко, Александр Владимирович (65) — доктор филологических наук, профессор, член Союза писателей России[188].
- Килигкаридис, Андреас (37) — греческий каноист российского происхождения, трёхкратный участник Олимпийских игр (2000, 2004, 2008); лейкемия[189].
- Козак, Эвелин (113) — американская долгожительница, старейший верифицированный представитель еврейской национальности в истории[190].
- Кузнецов, Антон Валерьевич (45) — российский режиссёр и актёр, главный режиссёр Саратовского театра драмы (1998—2004)[191].
- Ло Мэйчжэнь (127?) — старейшая неверифицированная жительница планеты[192].
- Пельш, Кристианс (20) — латвийский хоккеист, игрок юниорской и молодёжной сборных Латвии (2009—2013)[193].
- Сесил, Генри (70) — британский тренер скаковых лошадей[194].
- Фогель, Роберт (86) — американский экономист, лауреат Нобелевской премии по экономике (1993)[195].
- Фролов, Николай Константинович (75) — доктор филологических наук, профессор, академик РАЕН и АЭН, заслуженный деятель науки РФ[196].
- Шукла, Видья Чаран (84) — индийский политик, министр иностранных дел Индии (1990—1991); последствия огнестрельного ранения[197].

## 10 июня
- Ашуров, Фархад (36) — азербайджанский спортсмен, чемпион Евразии по кикбоксингу, самоубийство[198].
- Вуканович, Барбара (91) — американский политик, член Палаты представителей (1983—1997)[199].
- Кастенман, Петрус (88) — шведский наездник, Олимпийский чемпион (1956) в личном первенстве по троеборью[200].
- М’Феде, Луи-Поль (52) — камерунский футболист, участник двух чемпионатов мира (1990, 1994); лёгочная инфекция[201].
- Ярыгин, Владимир Никитич (71) — российский биолог, член Президиума РАМН, академик РАМН[202].

## 9 июня

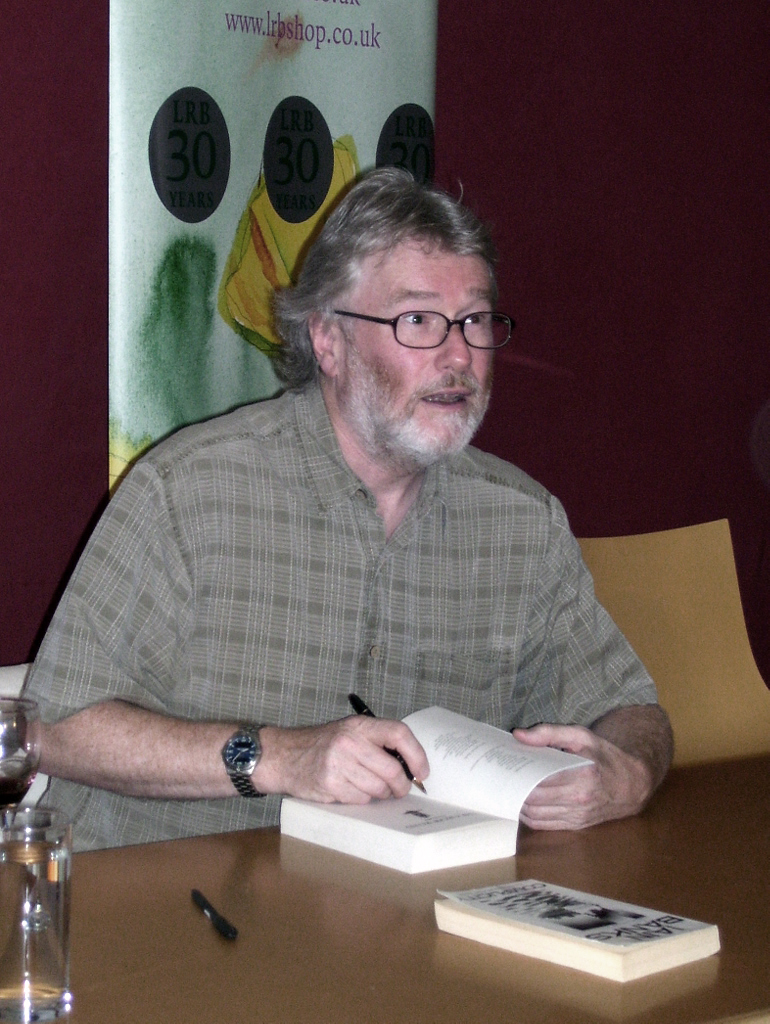
Иэн Бэнкс

- Авакимян, Олег Арцвикович (63) — российский художник, заслуженный художник России[203].
- Бартолетти, Бруно (86) — итальянский дирижёр[204].
- Бэнкс, Иэн (59) — шотландский писатель[205].
- Йенс, Вальтер (90) — немецкий писатель, публицист, филолог и литературный критик[206].
- Керехета, Элиас (82) — испанский кинопродюсер и сценарист[207].
- Льюис, Гарри (93) — американский актёр («Без ума от оружия») [208].
- Марков, Сергей Алексеевич (58) — российский писатель и журналист[209].
- Монгуш, Чечен-оол (41) — российский борец вольного стиля, неоднократный победитель чемпионатов мира, Европы и России, участник летних Олимпийских игр в Атланте (1996) (4-е место); убийство[210].
- Пёдер, Рудольф (88) — австрийский политик, председатель Национального совета Австрии (1989—1990)[211].
- Стивенс, Эдвард (80) — американский гребец, чемпион летних Олимпийских игр в Хельсинки (1952) в гребле академической (восьмёрка)[212].
- Тимтарбум, Феликс (77) — министр иностранных дел Буркина-Фасо (1980—1982)[213].

## 8 июня
- Бялык, Николай Иванович (61) — украинский аграрный деятель, Герой Украины (2001)[214].
- Вега, Артуро (65) — художественный руководитель, креативный дизайнер панк-группы Ramones[215].
- Зитте, Вилли (92) — немецкий художник и общественный деятель, президент Союза художников ГДР (1974—1988)[216].
- Канюк, Йорам (83) — израильский писатель, художник и журналист[217].
- Киемас, Тауфик (70) — индонезийский политик, муж Мегавати Сукарнопутри, спикер Народного консультативного конгресса (2009—2013)[218].
- Маккэй, Энгус (86) — британский актёр[219].
- Никерсон, Стивен — американский фотожурналист, двукратный лауреат Пулитцеровской премии (2000, 2003)[220].
- Прохватыло, Ольга Борисовна (44) — российская актриса театра и кино[221].
- Раджабли, Ахад (51) — чемпион мира по самбо, чемпион Азербайджана по самбо и дзюдо; самоубийство[222].
- Челлуччи, Пол (65) — американский политик и дипломат, губернатор Массачусетса (1997—2001), посол в Канаде (2001—2005)[223].

## 7 июня

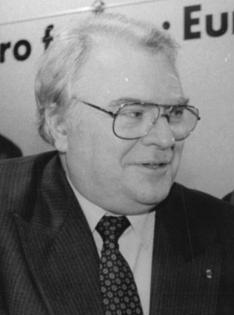
Пьер Моруа

- Борзунов, Алексей Алексеевич (69) — советский и российский актёр, мастер дубляжа, заслуженный артист России[224].
- Вуль, Григорий Семёнович (76) — советский футболист («Металлург» Запорожье) и тренер[225].
- Гриншпун, Игорь Борисович (59) — российский психодраматерапевт[226].
- Кантуэлл, Лесли (26) — новозеландская легкоатлетка, чемпионка Океании в ходьбе на 5000 метров (2013); кровоизлияние в мозг[227].
- Каукин, Владимир Маркович (58) — исполнительный директор женского баскетбольного клуба «Динамо» (Курск) (2004—2013)[228].
- Кириченко, Николай Михайлович (69) — украинский артист, заслуженный артист Украины, муж Раисы Кириченко[229].
- Крылов, Владимир Георгиевич (77) — заслуженный тренер СССР по горнолыжному спорту, тренер Валерия Цыганова[230].
- Лайон, Дэвид (72) — британский актёр[231].
- Моруа, Пьер (84) — премьер-министр Франции (1981—1984)[232].
- Рамирес, Ричард (53) — американский серийный убийца; печёночная недостаточность[233].
- Стельмашонок, Владимир Иванович (85) — белорусский художник, народный художник Беларуси[234] Архивная копия от 16 февраля 2015 на Wayback Machine.
- Толлман, Аннабель (39) — американский стилист и модная журналистка.
- Торрес Ланда, Хуан (57) — мексиканский политик, президент Палаты депутатов Конгресса Мексики (1992), авиакатастрофа[235].
- Хартли, Донна (58) — британская легкоатлетка, бронзовый призёр Олимпийских игр (1980) в эстафете 4×400 метров[236].

## 6 июня

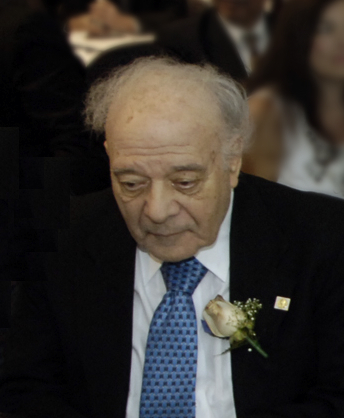
Джером Карле

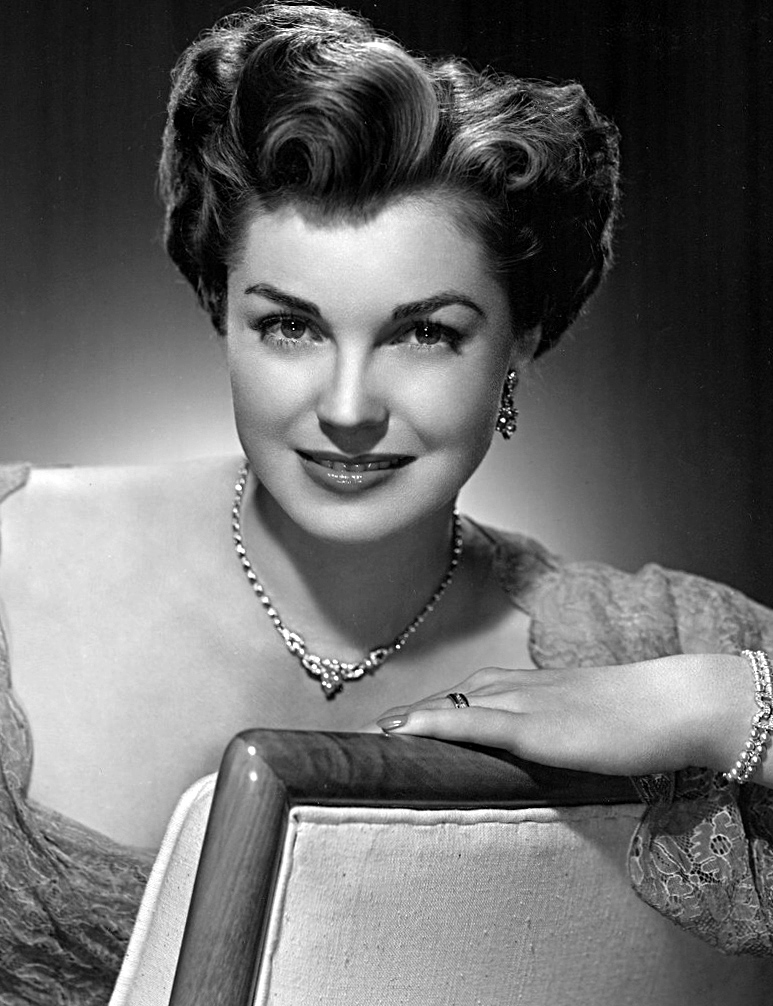
Эстер Уильямс

- Кара, Николай Дмитриевич (59) — концертный директор Валерия Леонтьева[237].
- Карле, Джером (94) — американский химик, лауреат Нобелевской премии (1985)[238].
- Николаев, Геннадий Николаевич (76) — советский пловец, бронзовый призёр Олимпийских игр (1956), чемпион Европы и СССР[239].
- Стюарт, Максин (94) — американская актриса[240].
- Уильямс, Эстер (91) — американская пловчиха, актриса и сценарист[241].
- Шарп, Том (85) — британский писатель-сатирик[242].

## 5 июня
- Борисов, Юрий Михайлович (41) — ректор Воронежского архитектурно-строительного университета[243].
- Вудвилл, Кэтрин (74) — британская актриса[244][245].
- Наги, Станислав Казимеж (91) — польский кардинал[246].
- Савченко, Александр Фёдорович (77) — советский и российский мотокроссмен и тренер, 15-кратный чемпион России по мотоспорту, заслуженный тренер СССР и России[247].

## 4 июня
- Бушляков, Юрий (40) — белорусский языковед и журналист[248].
- Гурбанова, Солмаз (73 или 74) — азербайджанская актриса, народная артистка Азербайджана[249].
- Лешуков, Александр Павлович (62) — ректор Вологодского государственного педуниверситета[250].
- Нэрн, Патрик (91) — британский политик, министр здравоохранения и социального обеспечения (1975—1981)[251].
- Подгорский, Вольдемар (84) — польский сценарист и кинорежиссёр[252].
- Хямяляйнен, Пекка (74) — финский футболист, президент футбольной ассоциации Финляндии (1997—2009)[253].

## 3 июня

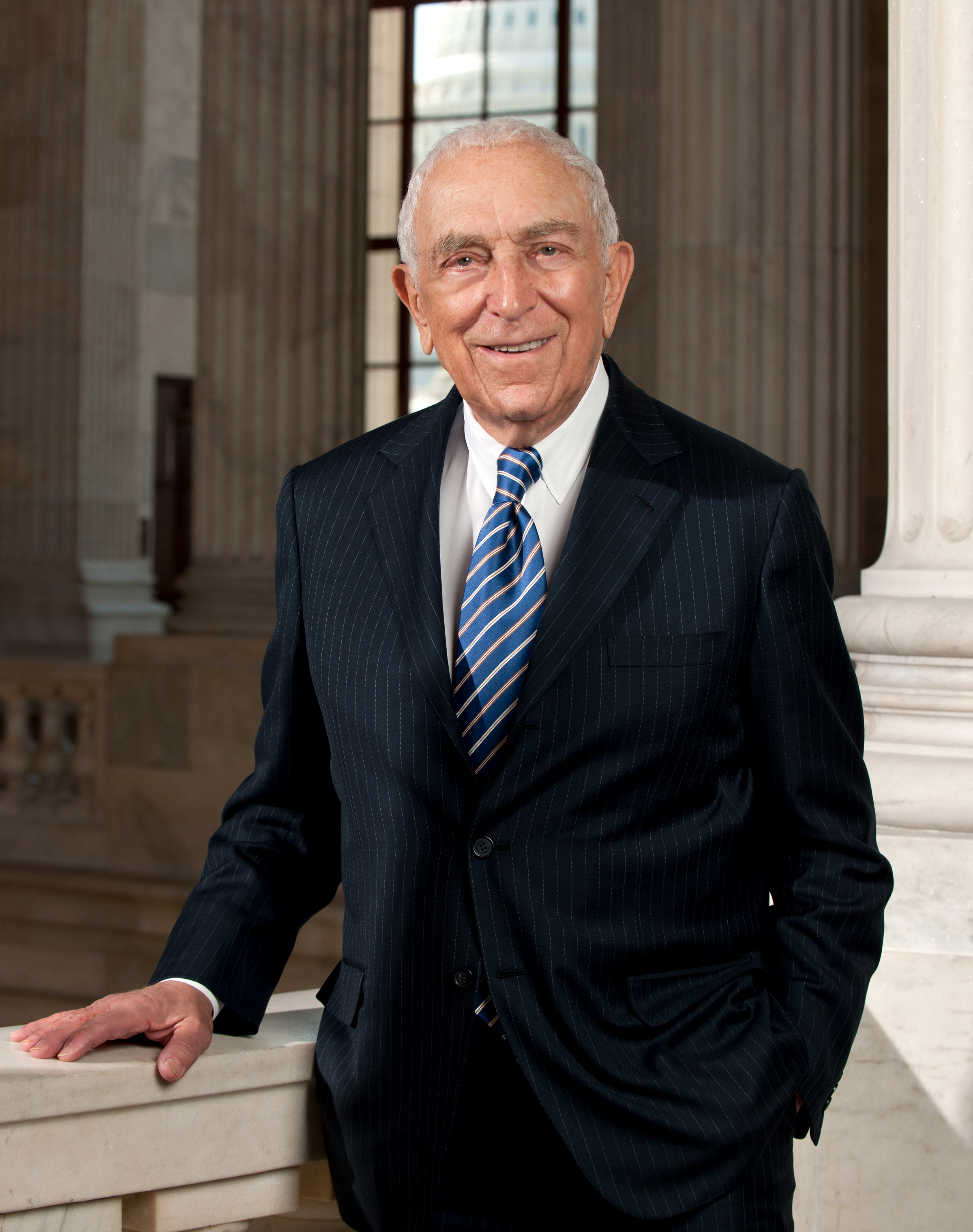
Фрэнк Лаутенберг

- Бертран, Ив (69) — глава французской разведки (1992—2004); умер при загадочных обстоятельствах[254].
- Лаутенберг, Фрэнк (89) — американский политик, сенатор США от штата Нью-Джерси (1982—2001, 2003—2013), старейший на день смерти сенатор США[255].
- Лисальде, Энрике (76) — мексиканский актёр[256].
- Скибицкая, Татьяна Васильевна (53) — советский и украинский искусствовед[257]  (недоступная ссылка)</ref>.
- Хан, Джиа (25) — индийская актриса; самоубийство[258].
- Чирек, Юзеф (84) — польский политик, министр иностранных дел (1980—1982)[259].
- Эйдус, Арнольд (90) — американский скрипач[260].

## 2 июня
- Андреенков, Александр Андреевич (44) — российский лётчик, абсолютный чемпион соревнований по спортивному пилотированию «Москва-2013», кандидат в национальную сборную по спортивному пилотированию, разбился во время авиашоу[261].
- Барышев, Ярослав Павлович (71) — ведущий актёр Малого театра, лауреат Государственной премии РСФСР имени К. С. Станиславского, народный артист России (1992)[262].
- Бернарди, Марио (82) — канадский дирижёр и пианист[263].
- Гилберт, Джон (86) — британский политик, министр транспорта (1975—1976)[264].
- Ковешникова, Майя Дмитриевна (87) — российская художница, заслуженный художник РСФСР (1986)[265].
- Кристинь, Гризелда (103) — старейшая представительница ливского народа и последний в мире носитель ливского языка[266].
- Кэти, Брюс (83) — новозеландский уфолог, автор «Решётки Кэти»[267][268].
- Нариманбеков, Тогрул Фарман оглы (82) — азербайджанский художник, народный художник СССР и Азербайджанской ССР[269].
- Самарас, Тим (55), Самарас, Пол (24) — американские учёные, журналисты, отец и сын; погибли во время урагана в Оклахоме[270].
- Сафонов, Алексей Иванович (75) — начальник УВД Тульской области (1977—1992), генерал-майор милиции в отставке[271].
- Уоринг, Вирджиния (97) — американская классическая пианистка[272].
- Ухелен, Марк ван (42) — нидерландский актёр («Нападение»)[273][274].
- Чэнь Ситун (84) — китайский политик, мэр Пекина (1983—1993)[275].

## 1 июня

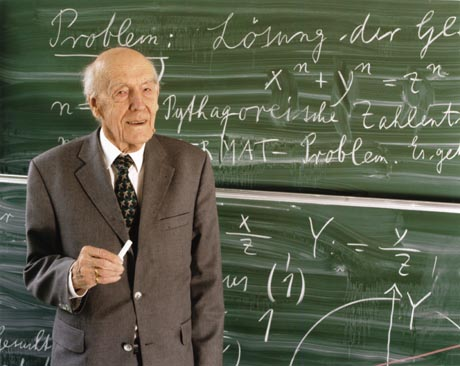
Ханфрид Ленц

- Ганстон, Билл (86) — британский военный писатель[276].
- Генчич, Елена (76) — югославская теннисистка и гандболистка, бронзовый призёр чемпионата мира по гандболу (1957), теннисный тренер (Новак Джокович, Моника Селеш)[277].
- Жученко, Александр Александрович (77) — советский и российский учёный, специалист в области экологической генетики культурных растений, доктор биологических наук, академик РАН[278].
- Картрайт, Уильям (92) — американский монтажёр, трёхкратный лауреат премии «Эмми»[279].
- Левченко, Алексей Яковлевич (88 или 89) — ветеран Великой Отечественной войны, награждённый четырьмя медалями «За отвагу»[280].
- Ленц, Ханфрид (97) — немецкий математик, автор теоремы Ленца[281].
- Толубеев, Никита Павлович (90) — Чрезвычайный и Полномочный Посол СССР в Республике Кипр (1968—1970), в Республике Куба (1970—1979), в Народной Республике Болгарии (1979—1983)[282].
- Шабунина, Иветта Михайловна (77) — доктор экономических наук, профессор Волгоградского государственного университета, вдова губернатора Волгоградской области Ивана Шабунина[283].
- Шарафетдин, Али (44) — азербайджанский журналист и режиссёр[284].
- Эльзенер, Карл (90) — швейцарский бизнесмен, глава компании Victorinox (1950—2013)[285].